# Nyabigugo
Nyabigugo är ett vattendrag i Burundi.   Det ligger i provinsen Ruyigi, i den centrala delen av landet, 90 km öster om huvudstaden Bujumbura.
Omgivningarna runt Nyabigugo är en mosaik av jordbruksmark och naturlig växtlighet. Runt Nyabigugo är det ganska tätbefolkat, med 160 invånare per kvadratkilometer.